# 富山徳潤

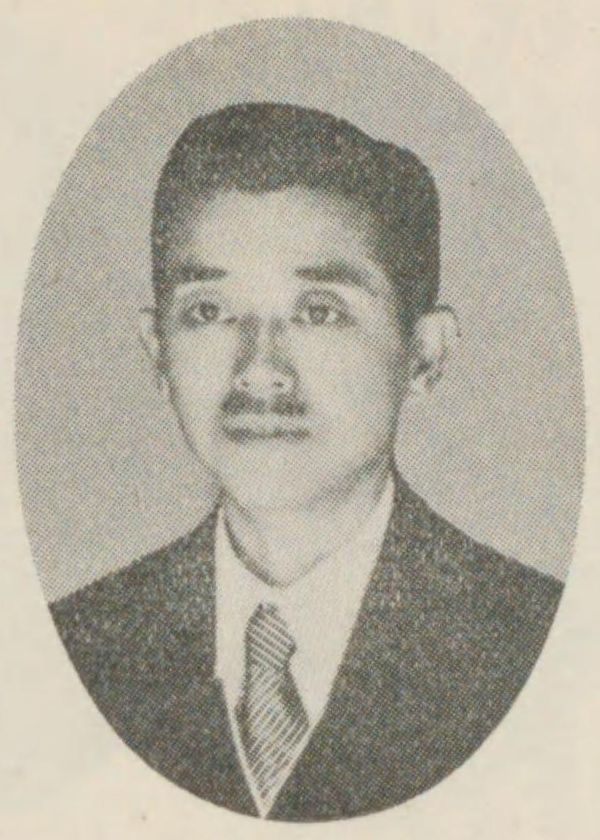
富山徳潤

富山 徳潤（とみやま とくじゅん、1890年（明治23年）2月26日 - 没年不詳）は、日本の弁護士、政治家。太平洋戦争当時の那覇市長。沖縄戦当時は後述の理由で沖縄には不在だった。旧姓・安慶名。

## 経歴
沖縄県那覇久米町で、汝翼の長男として生まれる。1909年、那覇市立商業学校（現沖縄県立那覇商業高等学校）を卒業後、糸満物産会社、鈴木商店で勤務し、鈴木商店沖縄出張所に転じて黒糖買付を担当。同出張所閉鎖により実業界から法曹界を志し、那覇区書記、専売局那覇出張所雇などを経て、1915年、普通文官試験に合格して上京し淀橋専売支局で勤務。その傍ら中央大学法科で学び、1918年に同大を卒業。大蔵省銀行局に転じ、1920年、弁護士試験に合格し天野弘一法律事務所に勤務。1923年に帰郷して那覇市に富山法律事務所を開業した。民事訴訟事件専門の弁護士として定評があった。日本弁護士協会名誉理事、弁護士会長、司法保護委員会参与、那覇市社会教育委員、沖縄電気顧問などを務めた。
那覇市議、同議長を経た後、1942年7月に崎山嗣朝の後を受けて那覇市長に就任。太平洋戦争は激化していった。
1944年10月10日、那覇市への米軍による大規模な空襲が起こり（十・十空襲）、那覇市役所も焼失した。そのため、那覇市役所は市内の焼け残った建物で業務を再開した。翌1945年2月、富山は「疎開地視察」を名目に沖縄を離れ、終戦まで沖縄に戻らなかった。那覇市役所は助役の兼島景義以下約40名の職員で業務を続けた。
4月に米軍が沖縄に上陸、戦況悪化のため、那覇市役所は機能を失い、沖縄県知事の島田叡は兼島を臨時市長に任命した。その後、兼島は死亡、終戦を迎える。
上述のように「疎開地視察」を名目に沖縄を離れて終戦まで戻らず、終戦後に戻っていることから「命惜しさに市長の役目を放棄し、那覇市民を見捨てて逃げた」と批判する意見が現在も根強い。
終戦後の富山は沖縄に戻り、1947年に具志川村（現:うるま市）に居住していたことが山城善光（後、立法院議員）の日記（4月17日付）に書かれてあり、沖縄建設懇談会の発起人に名を連ねていた。